# Hello Hi
"Hello Hi" är den svenska tjejgruppen Dolly Styles debutsingel som sjöngs under Melodifestivalen 2015 och kvalificerade sig till Andra chansen genom den första semifinalen den 7 februari 2015. Låten lyckades dock inte ta sig till Melodifestivalens final.
Låten nådde som högst plats 32 på Sverigetopplistan.